# Biserica de lemn din Ardeova

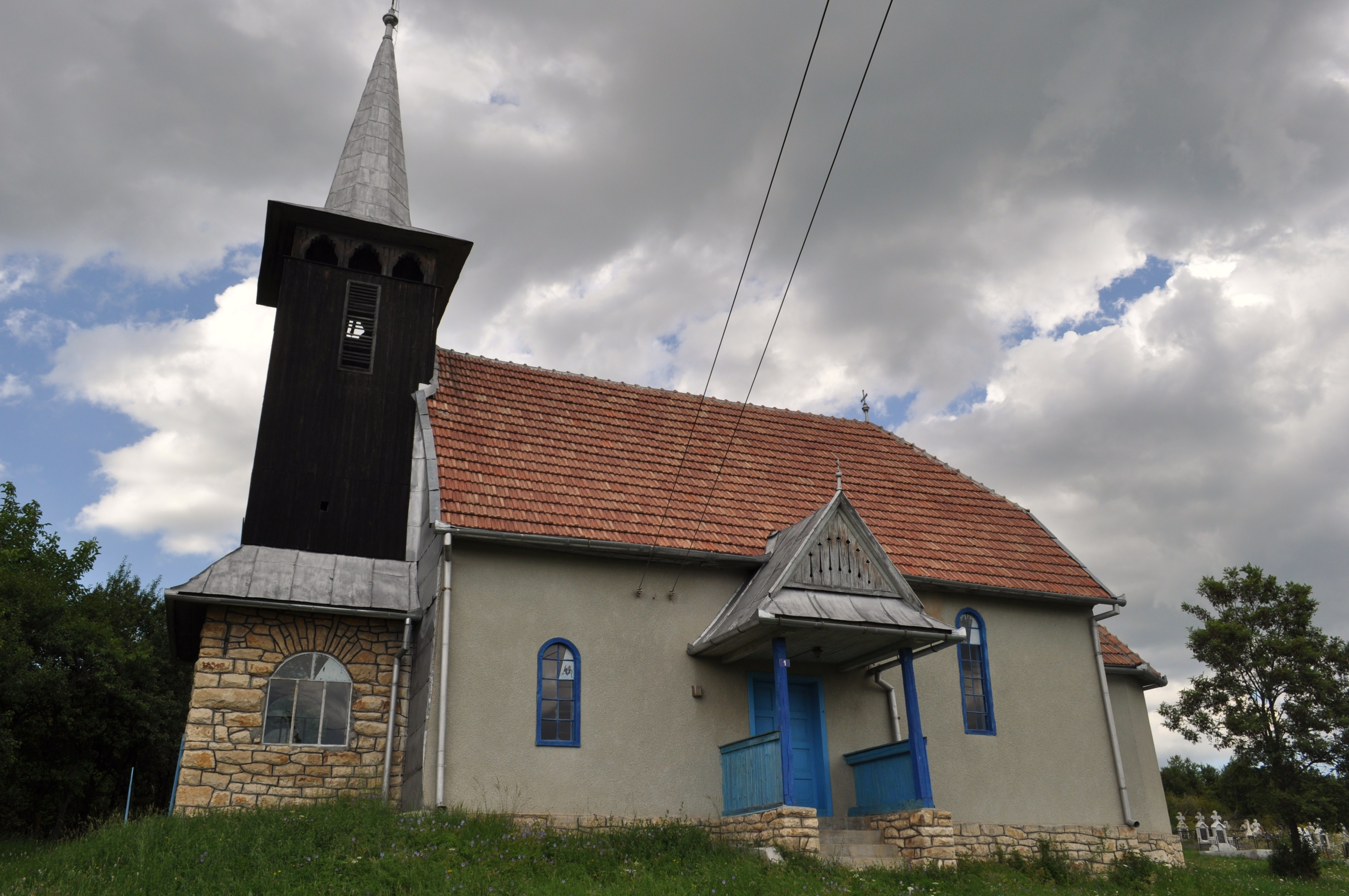
Biserica de lemn din Ardeova, județul Cluj, foto: august 2011.

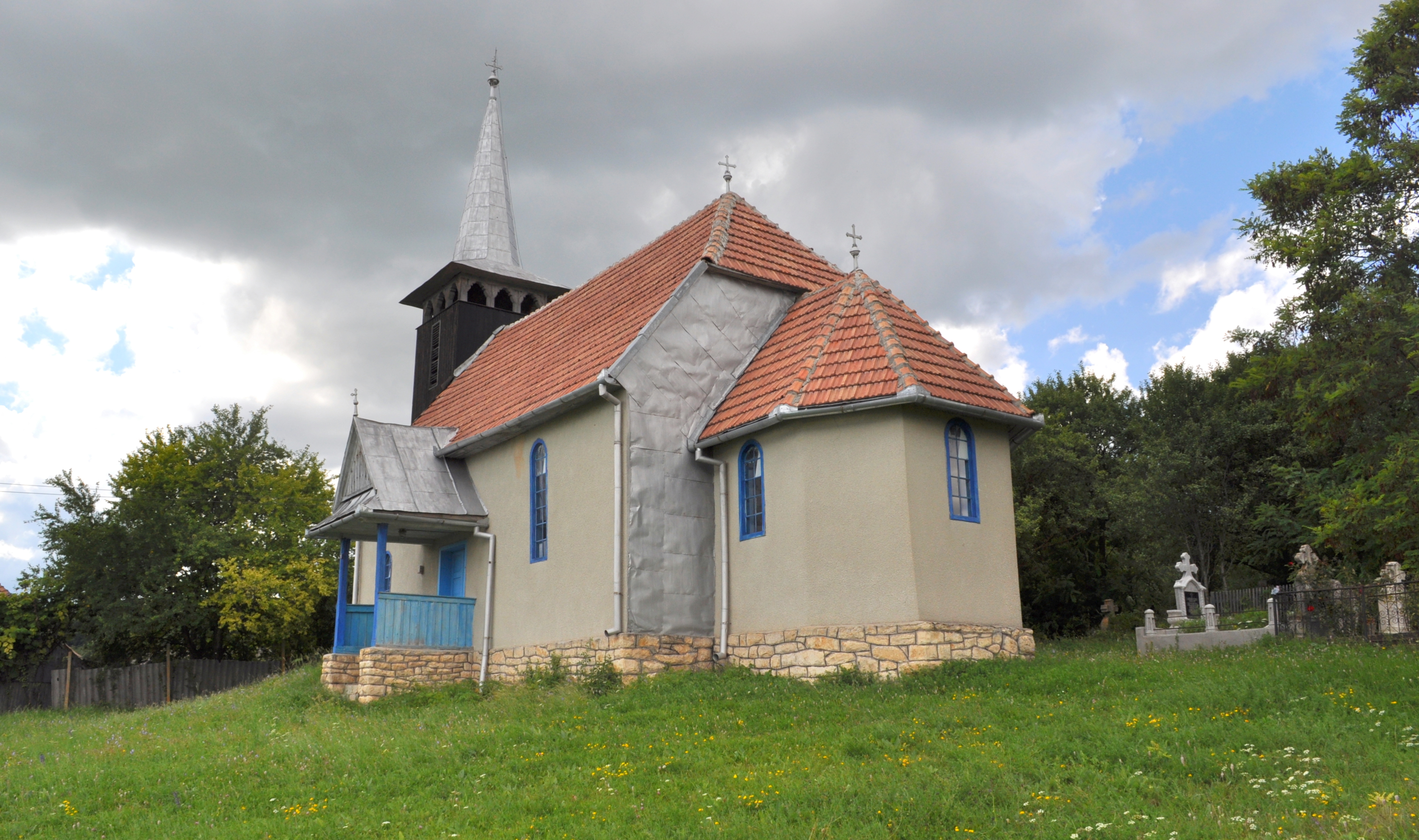
Biserica (sud-est)

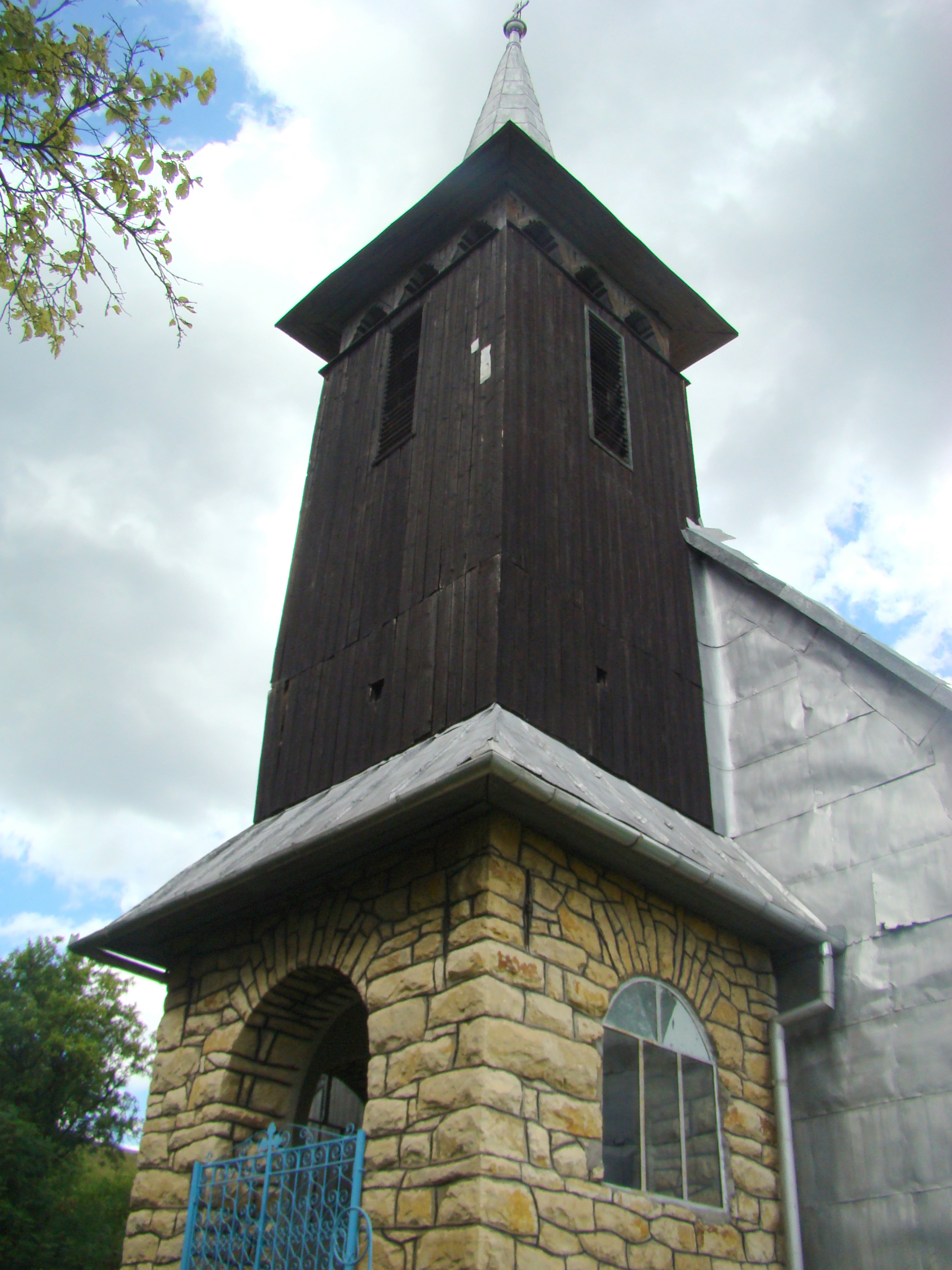
Turnul-clopotniță

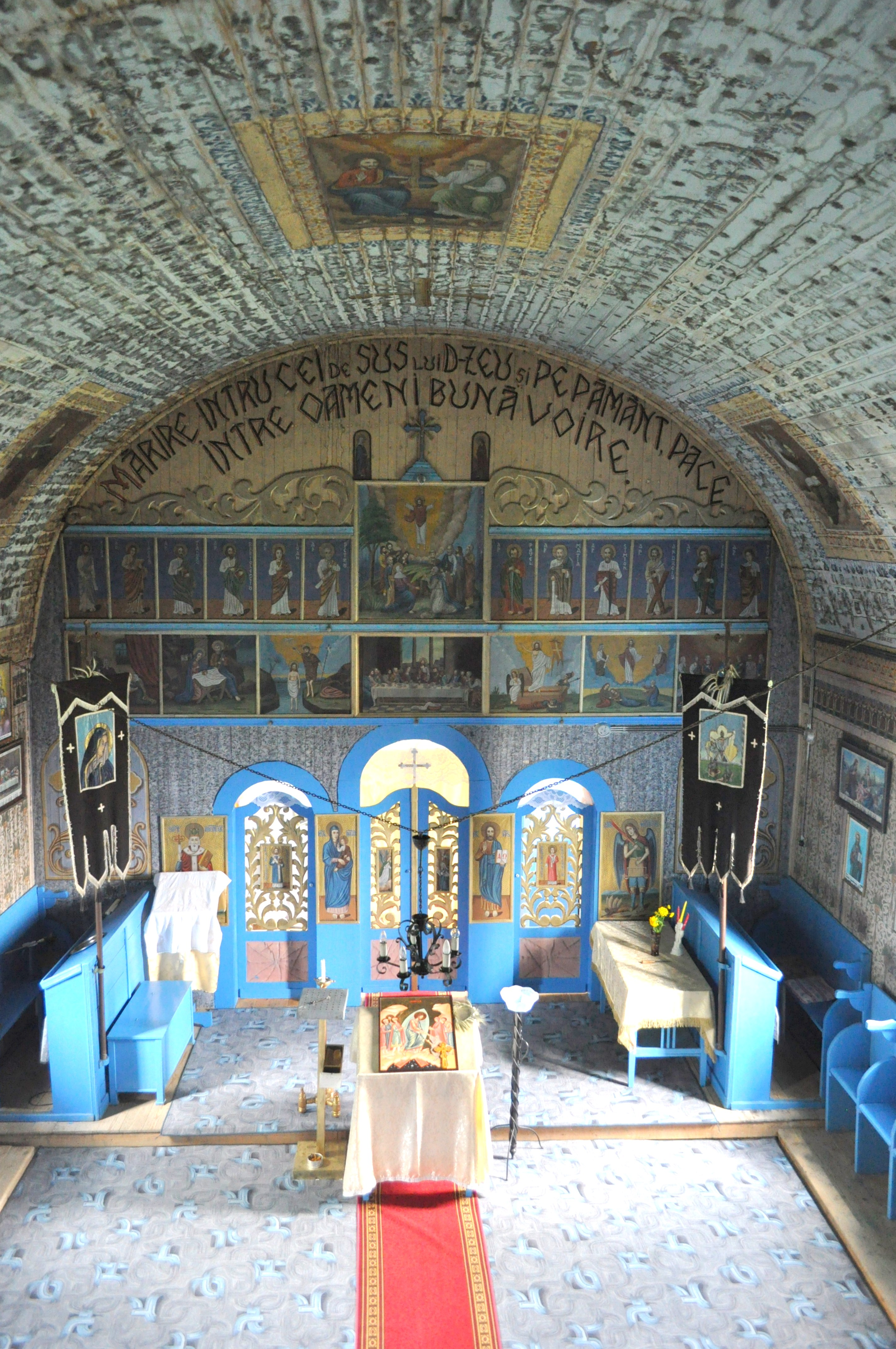
Interiorul navei

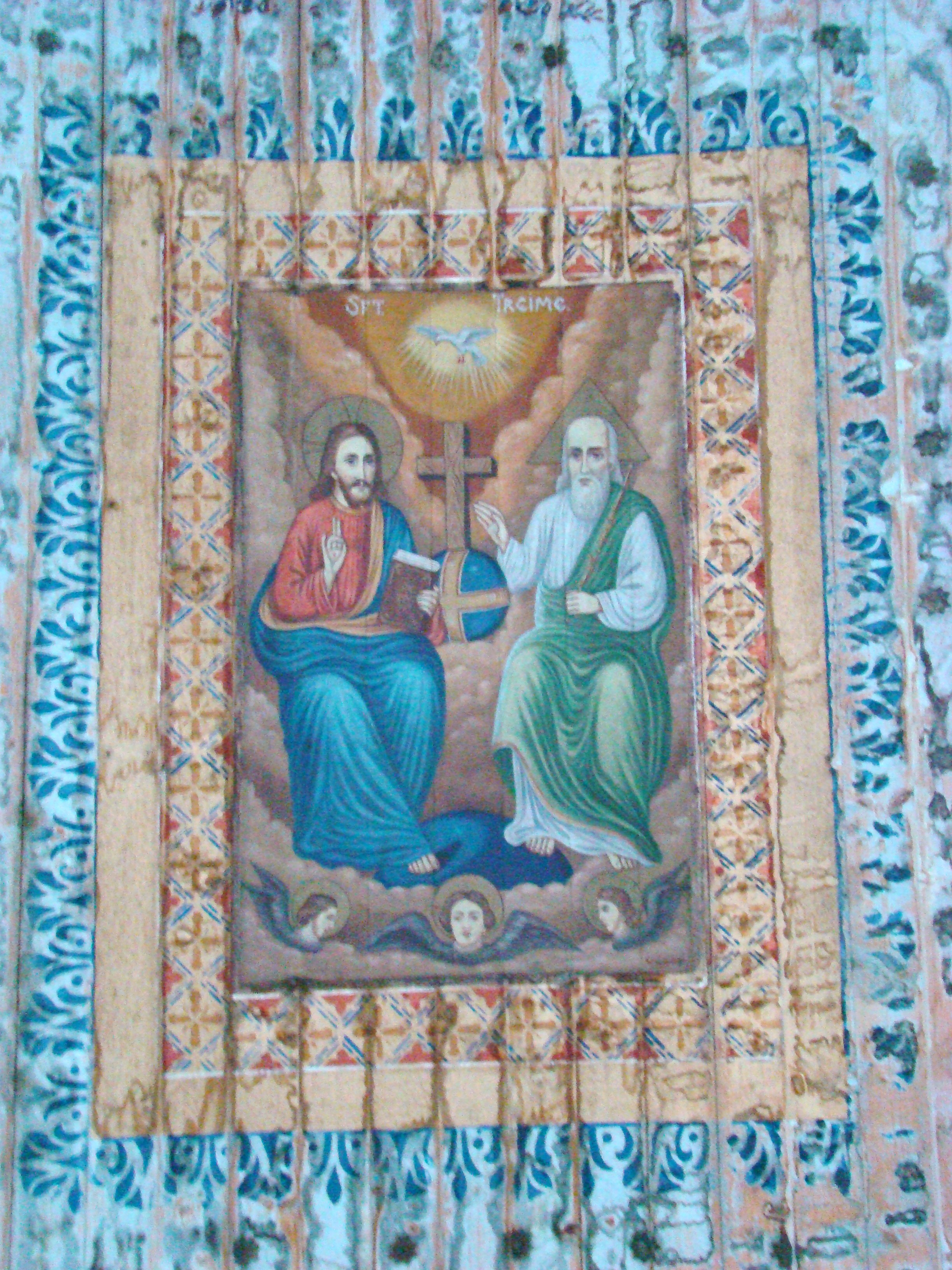
Sfânta Treime

Biserica de lemn din Ardeova, comuna Mănăstireni, județul Cluj a fost construită în anul 1927. Biserica are hramul „Înălțarea Domnului”.

## Istoric și trăsături
Localitatea Ardeova este atestată documentar din anul 1376. Biserica din satul Ardeova este așezată lângă drum și a fost ridicată în anul 1927. Biserica este din lemn cu fundație din piatră, iar acoperișul este din țiglă. În interior pereții sunt căptusiți cu scândură peste care s-a făcut o zugrăveală care a fost executată de pictorul Alexandru Botez în 1948. Înaintea acestei biserici a fost o altă bisericuță din lemn care a fost demolată în anul 1962. Hramul sfintei biserici este „Înălțarea Domnului”. 

## Imagini din exterior

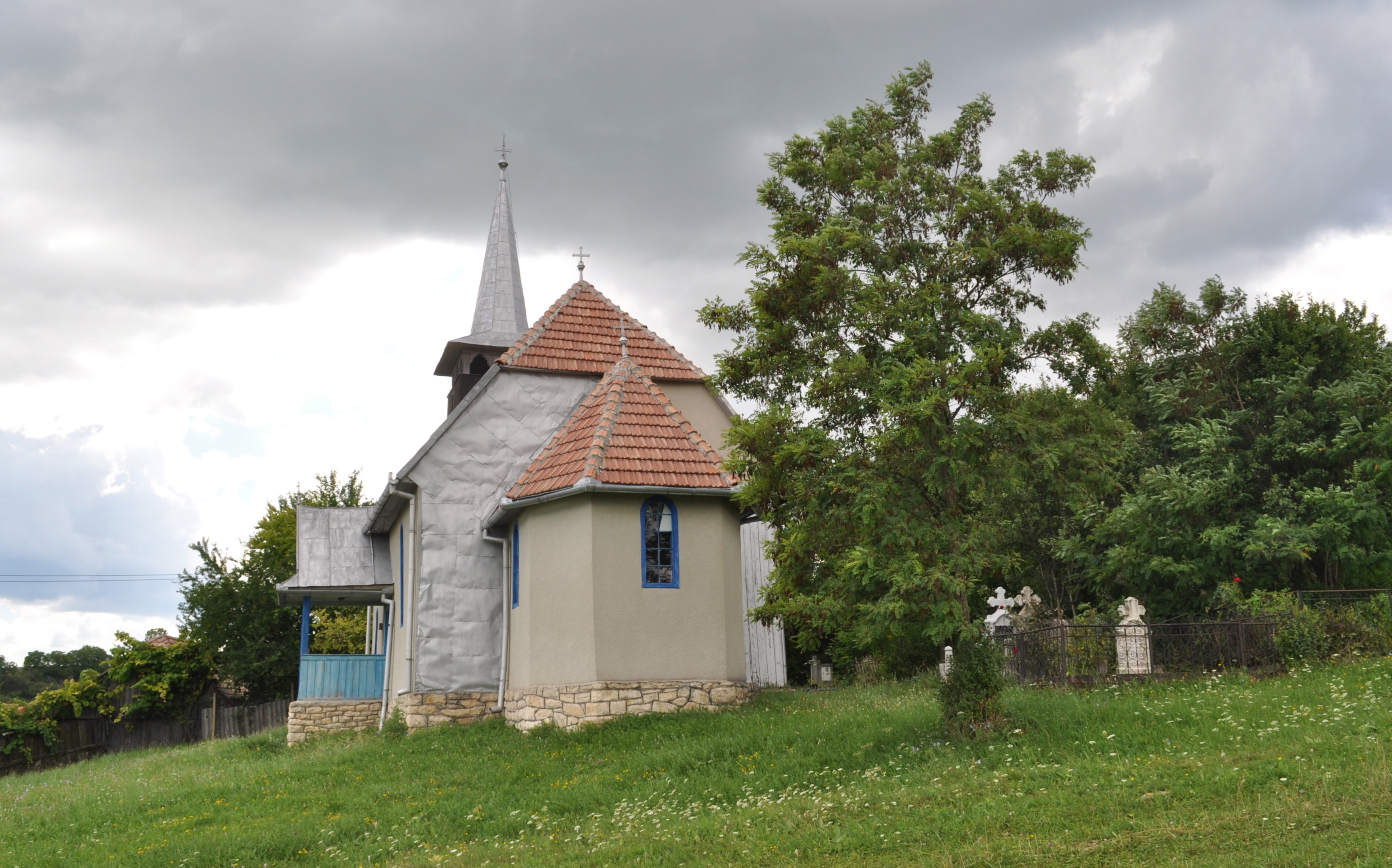
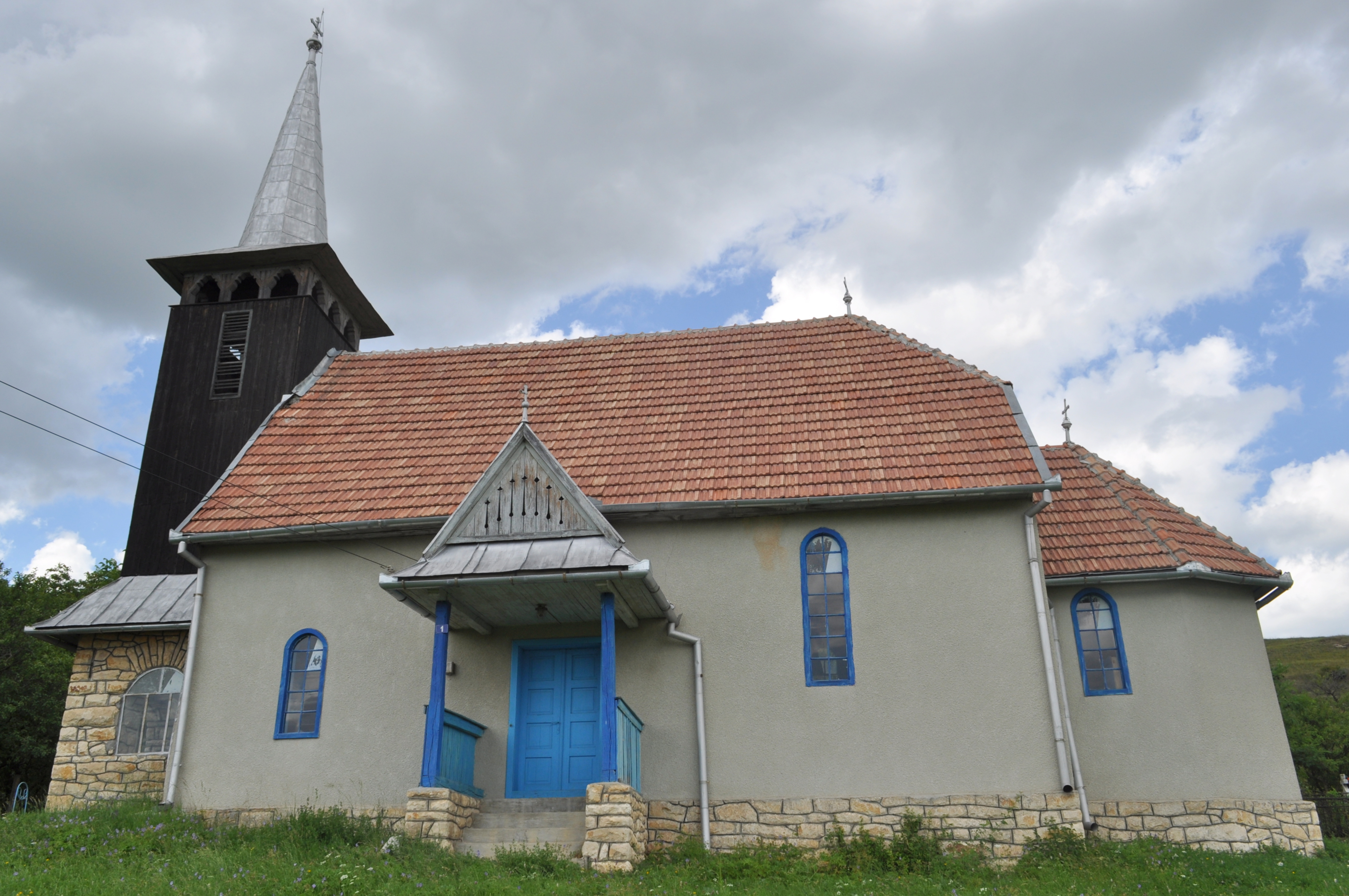
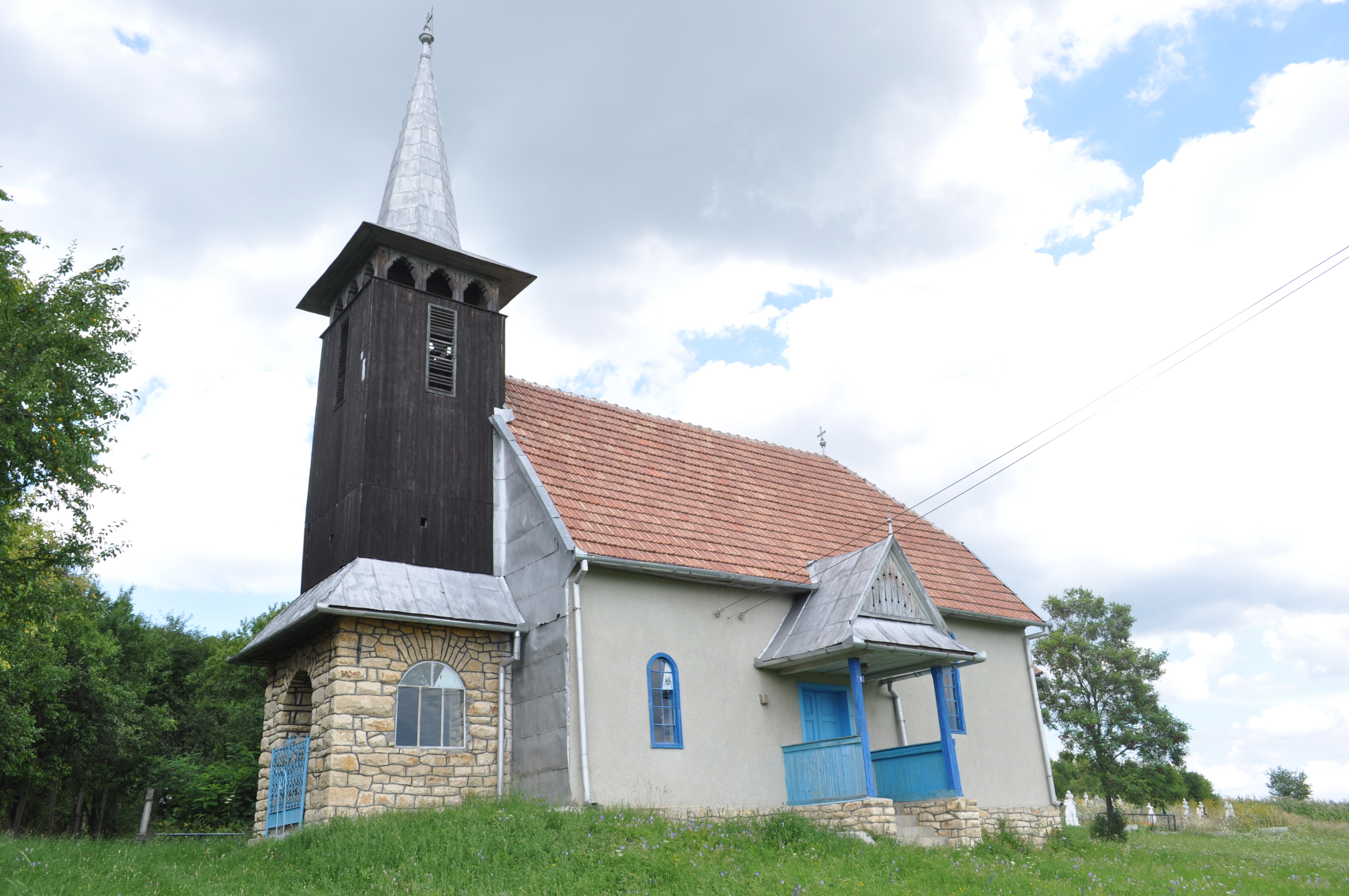
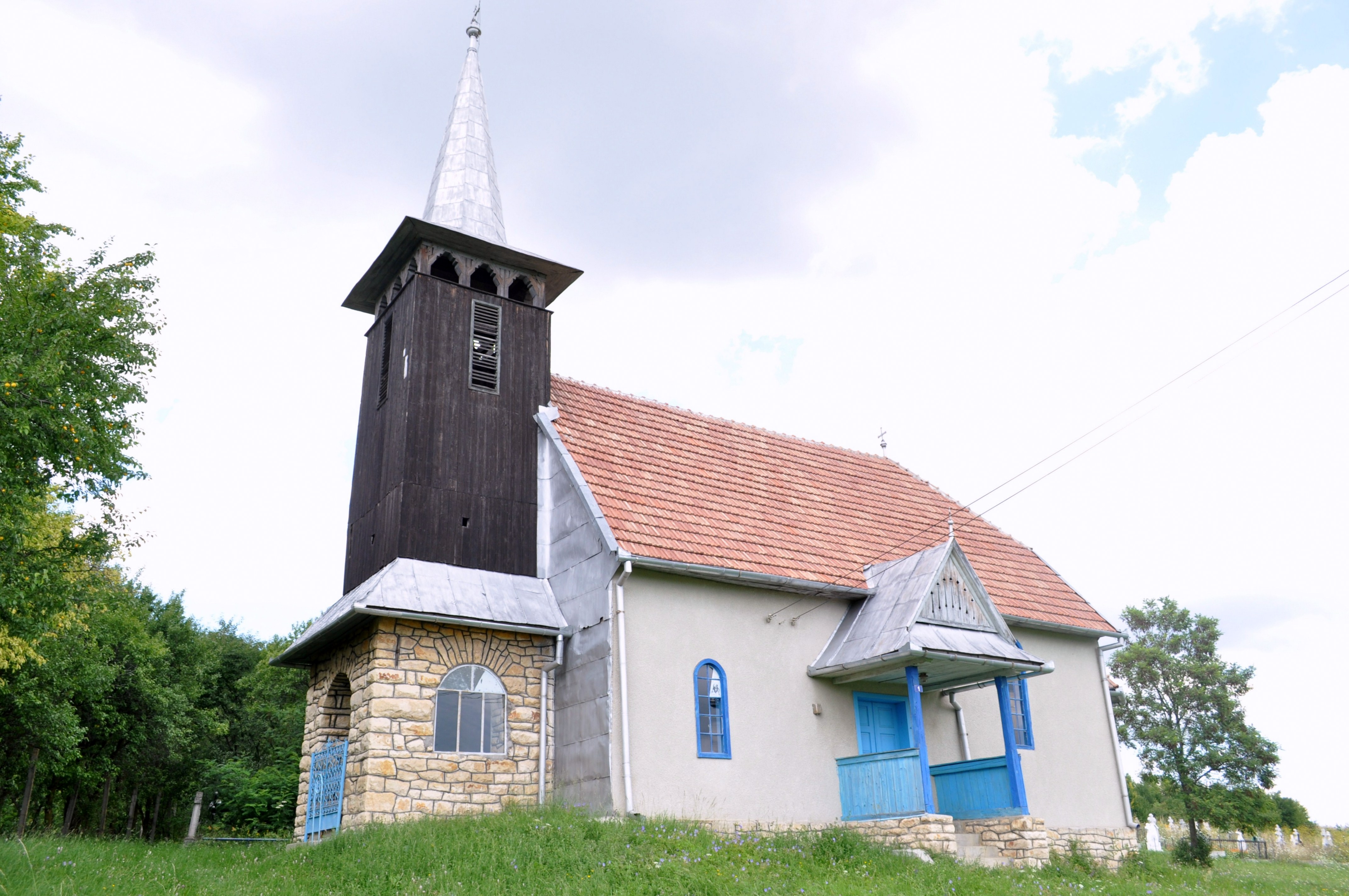
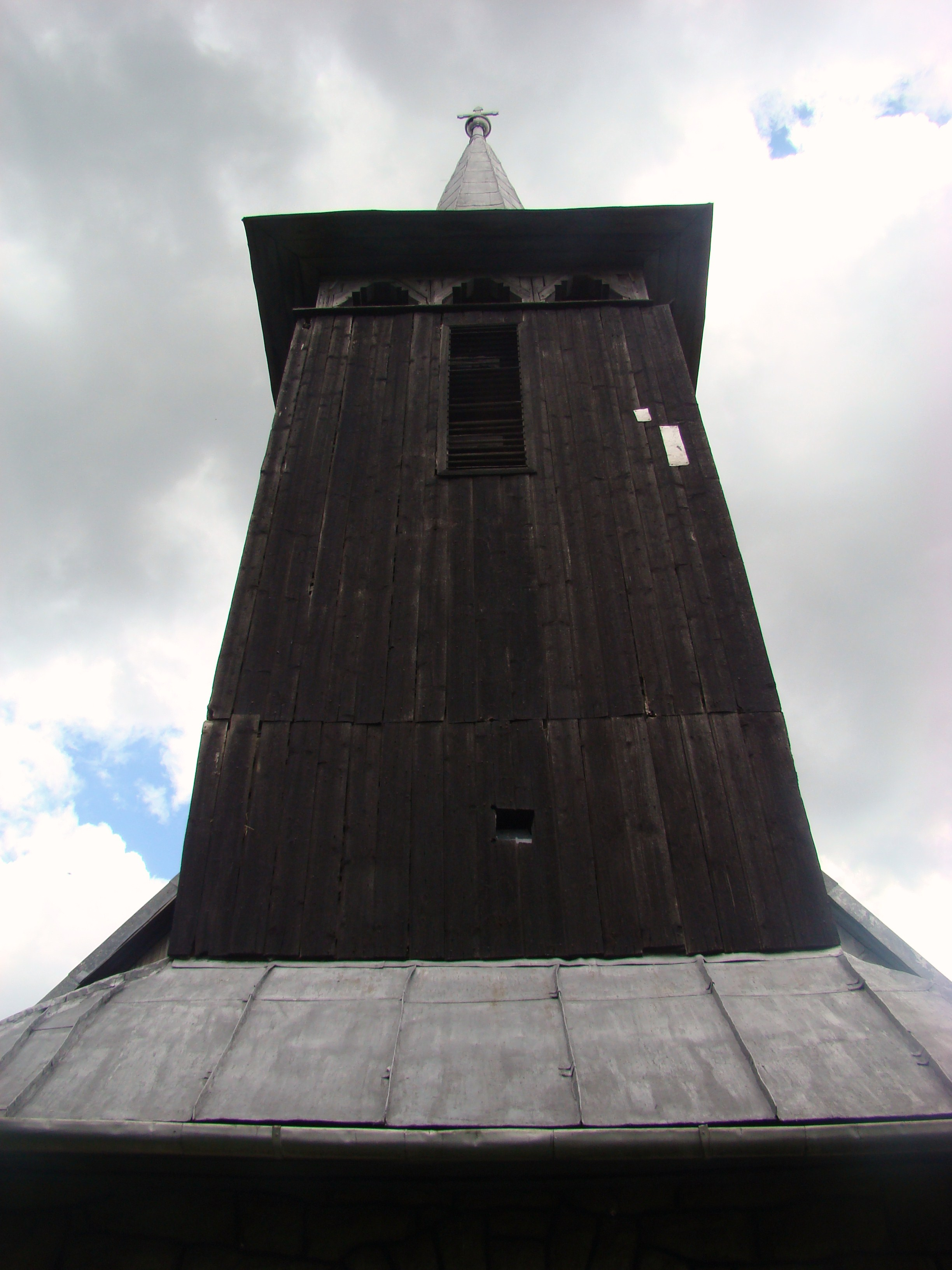

## Imagini din interior

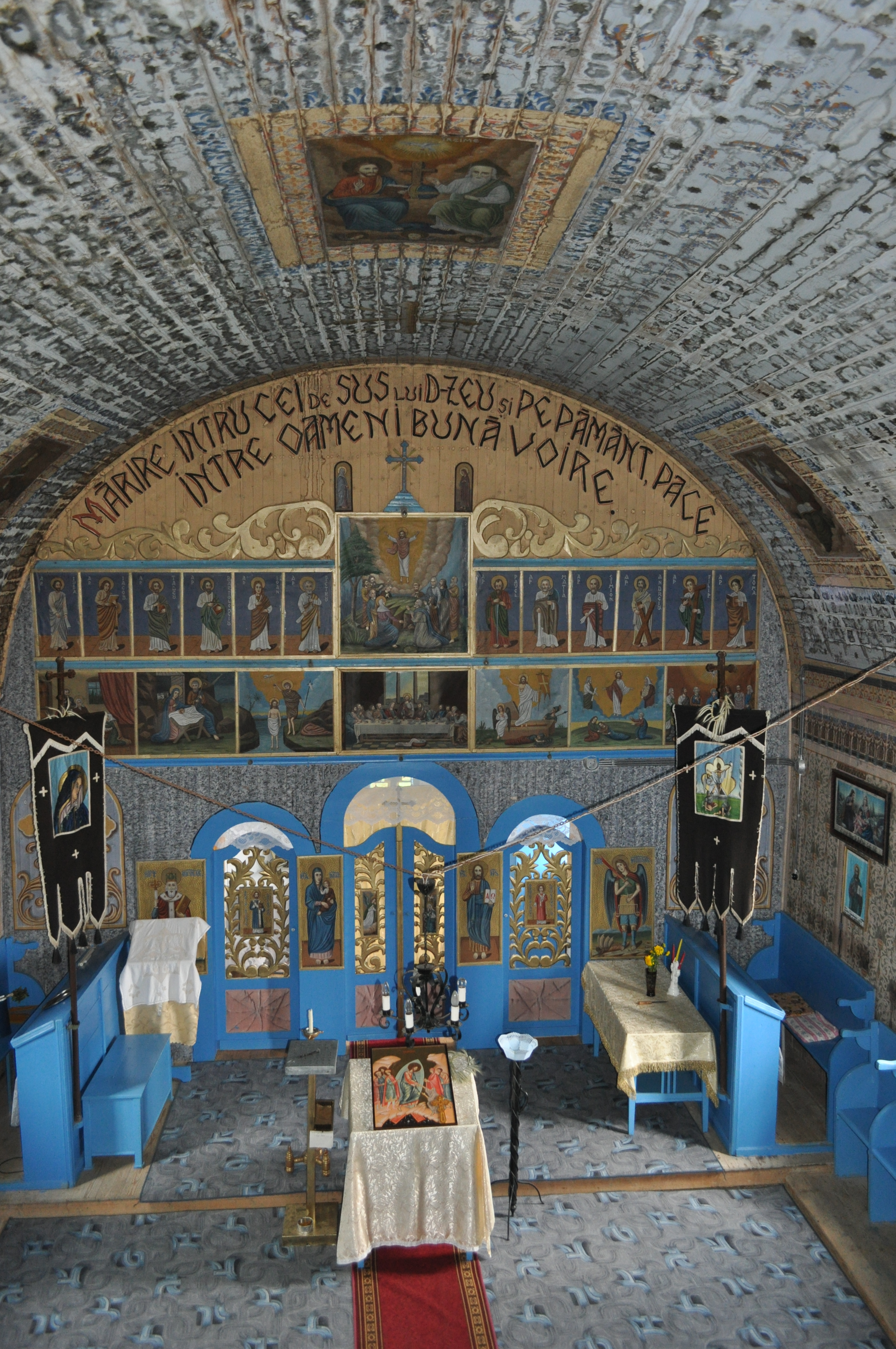
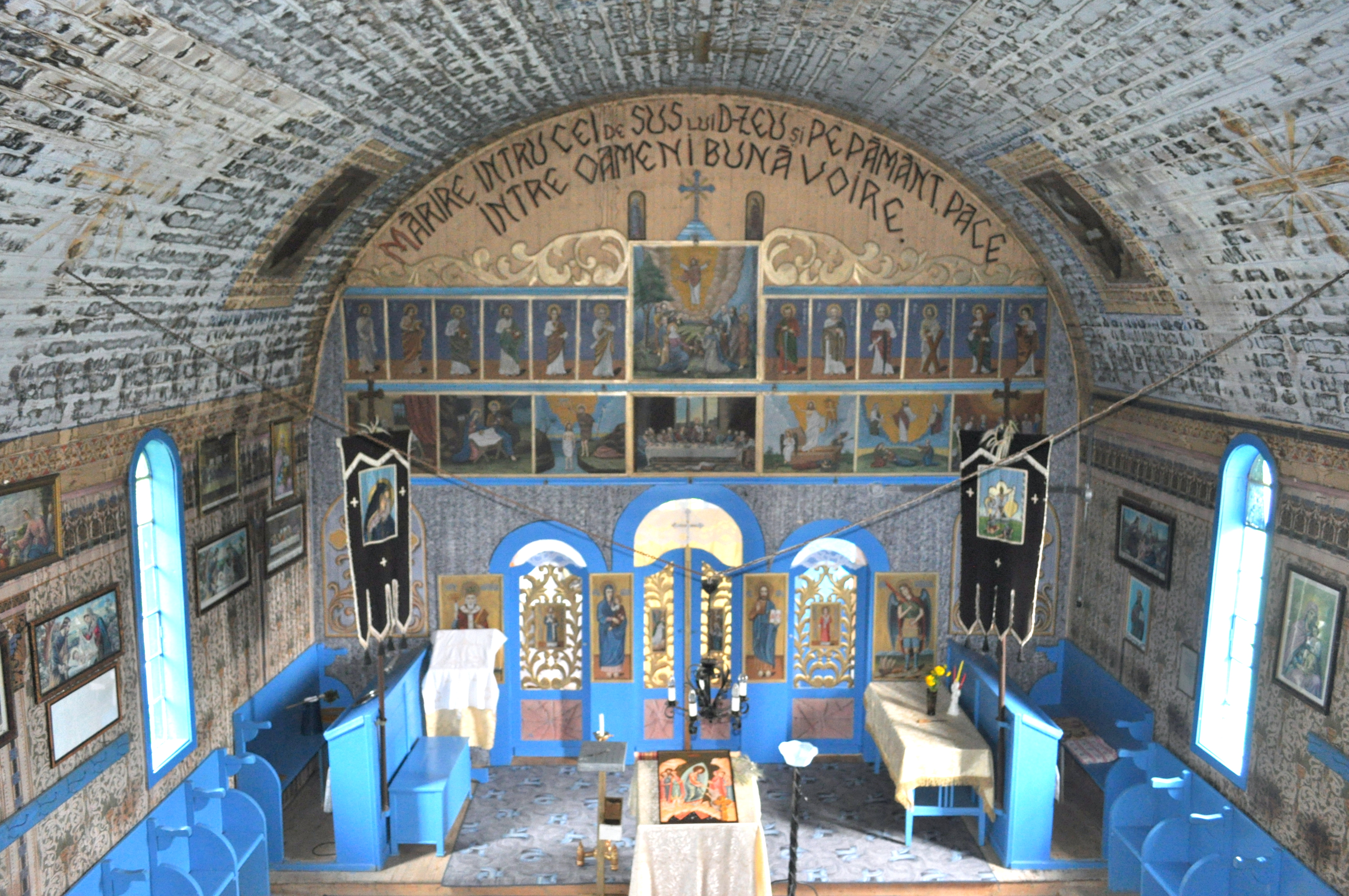
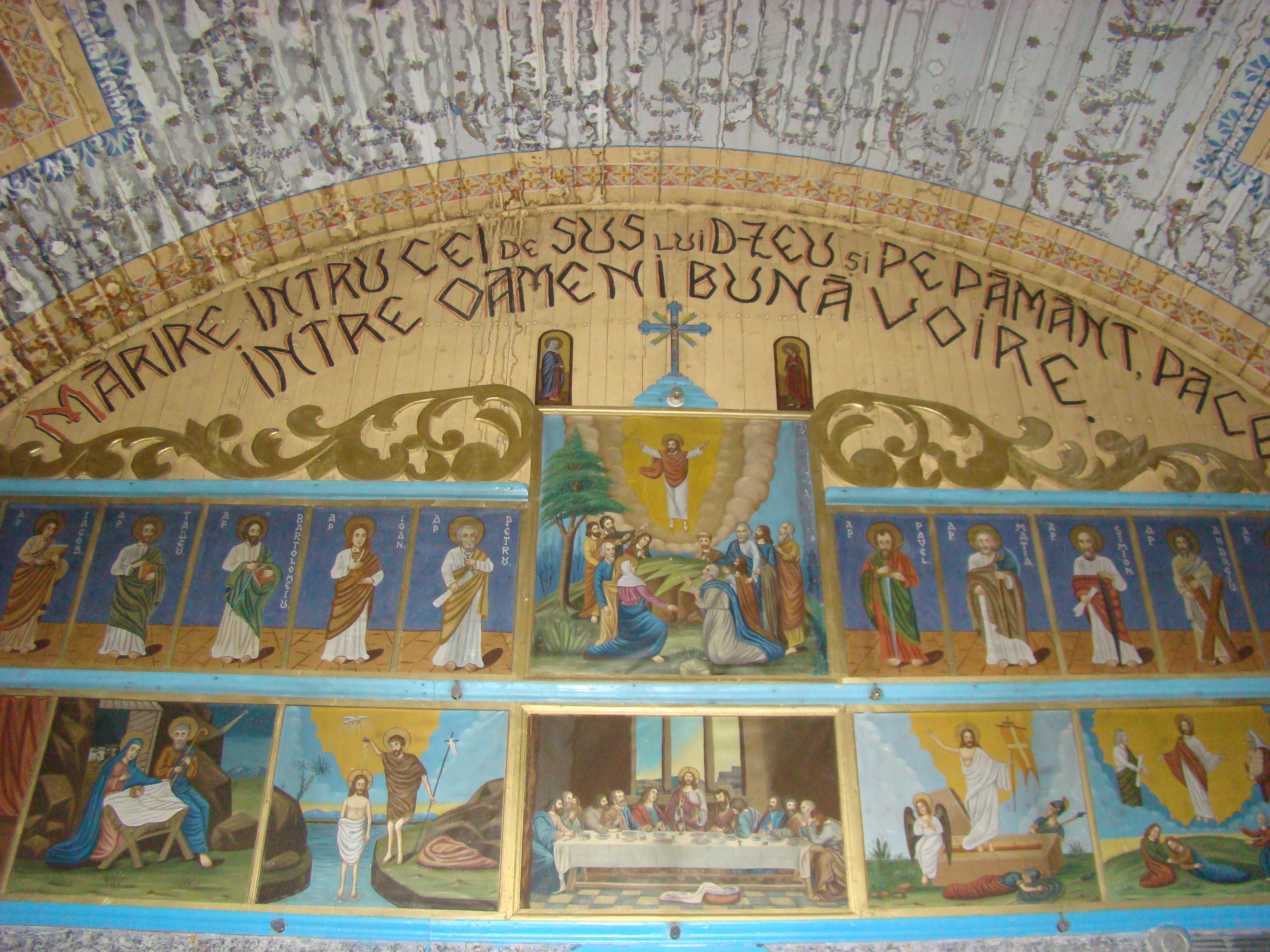
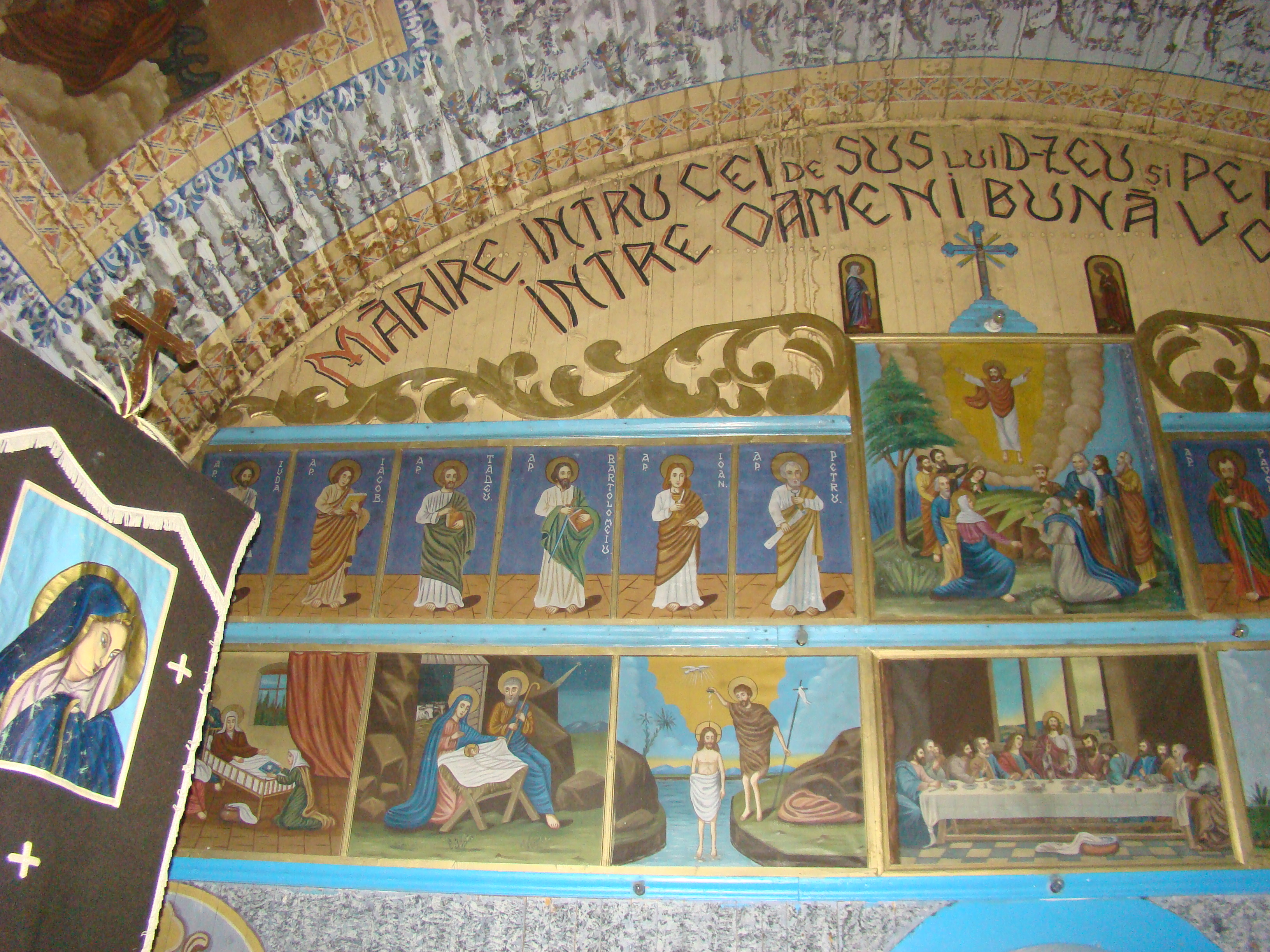
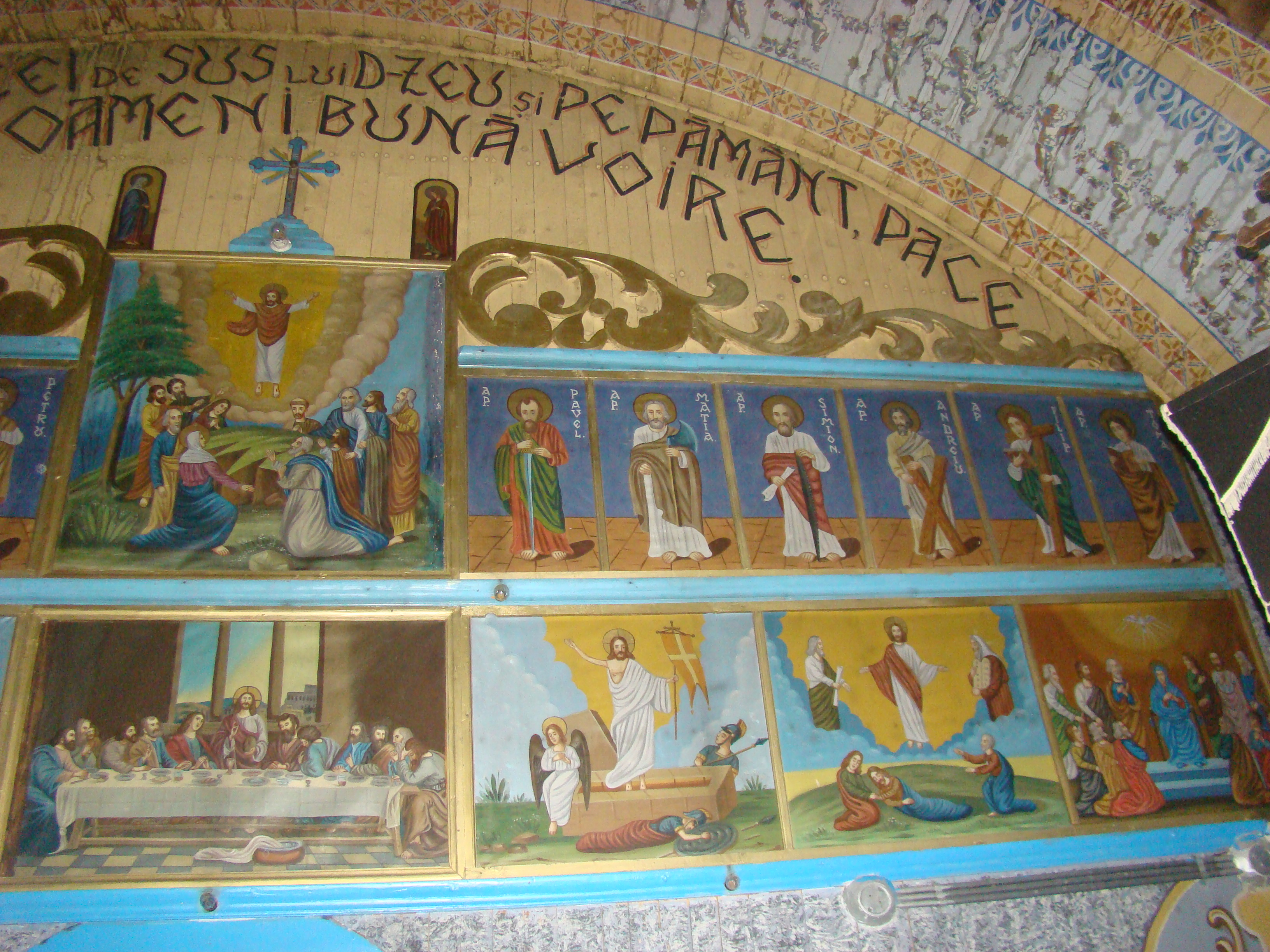
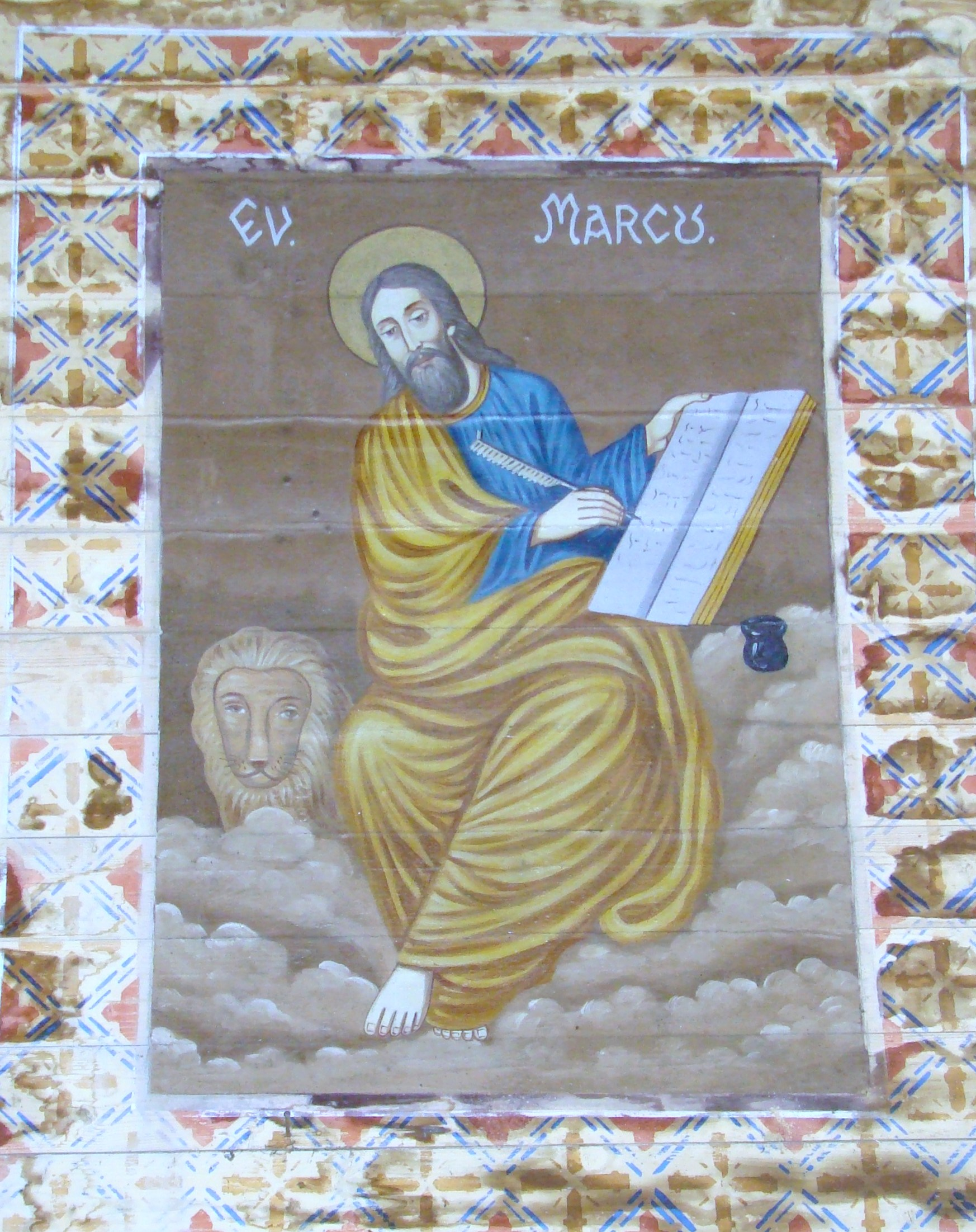
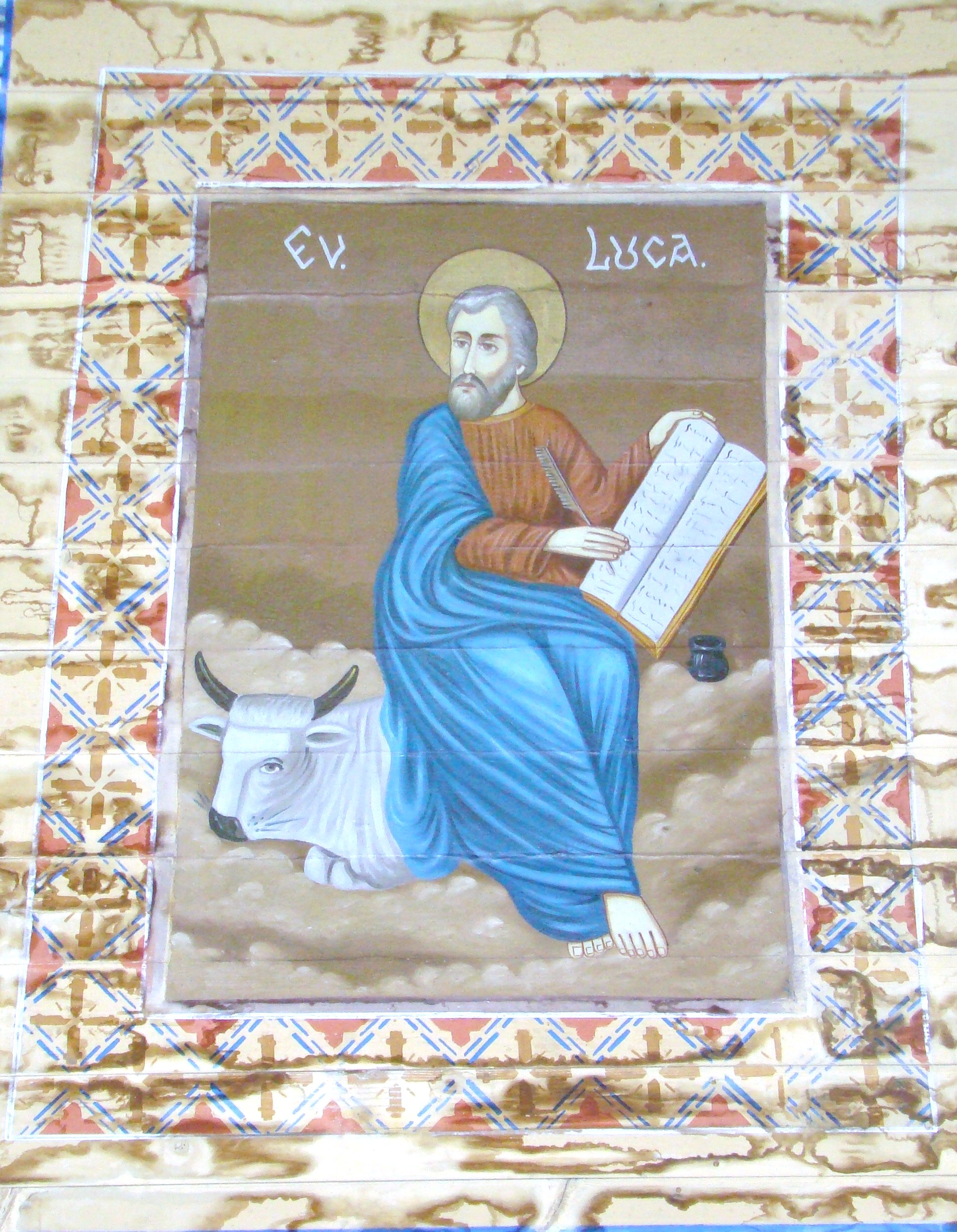
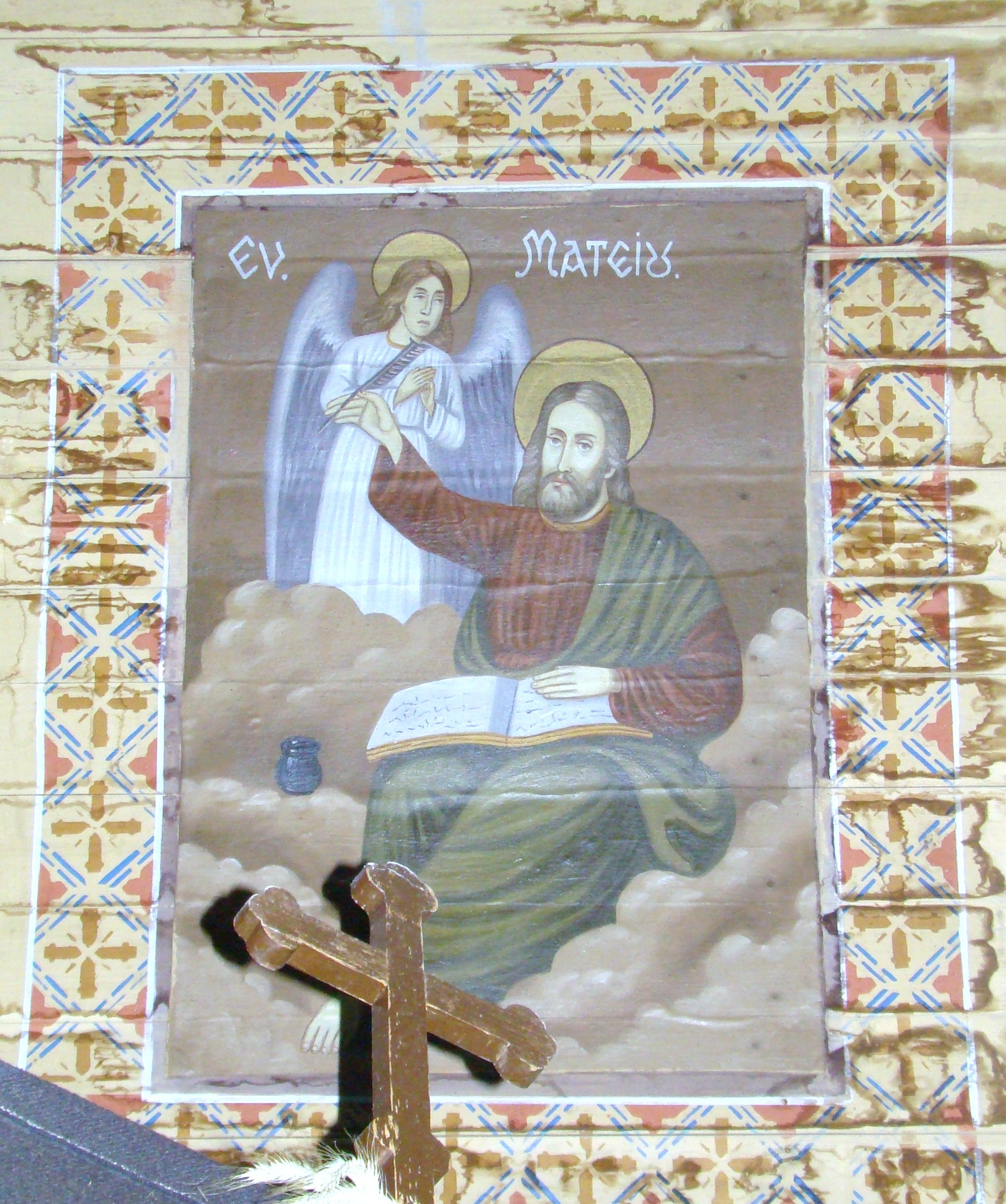
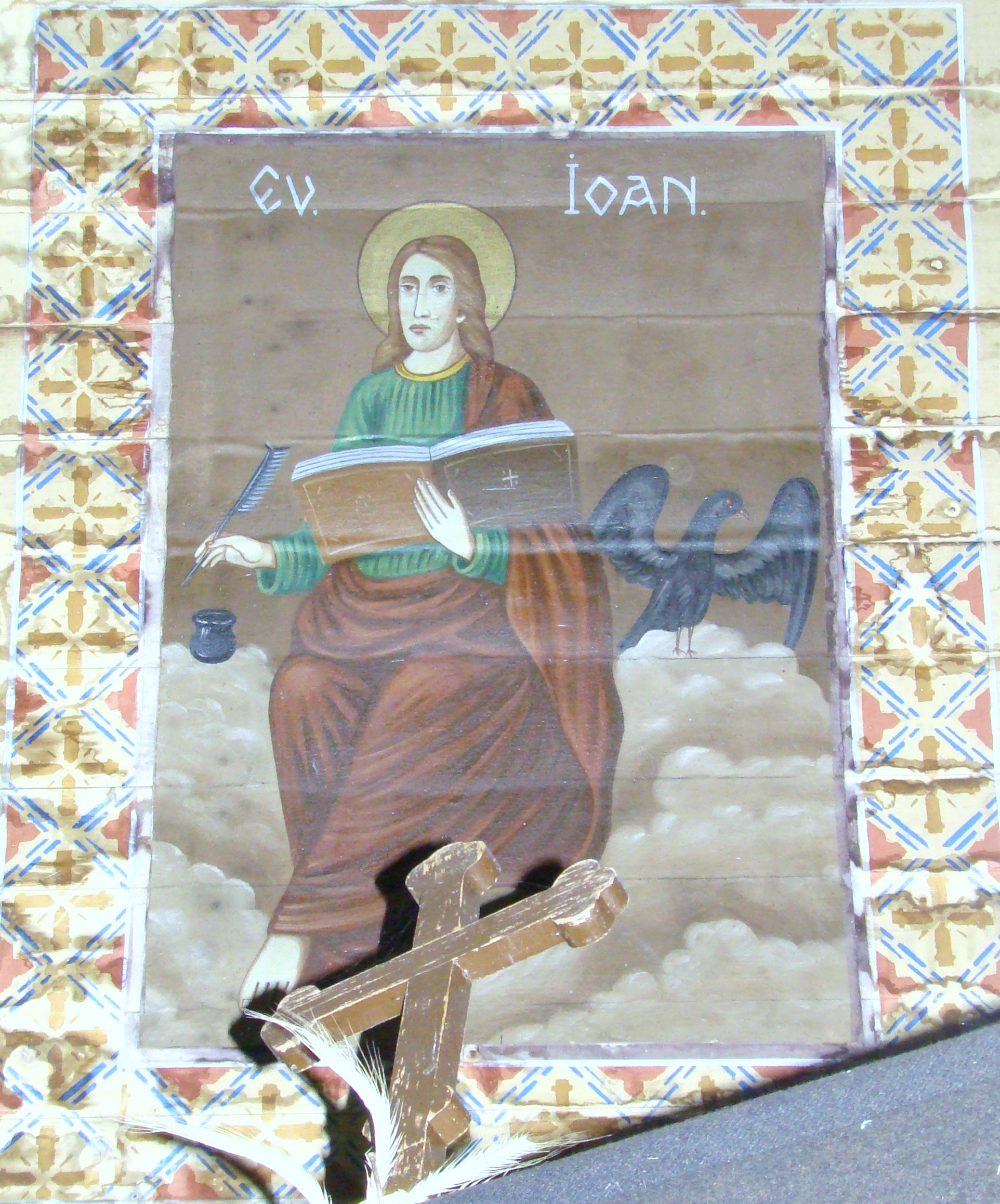
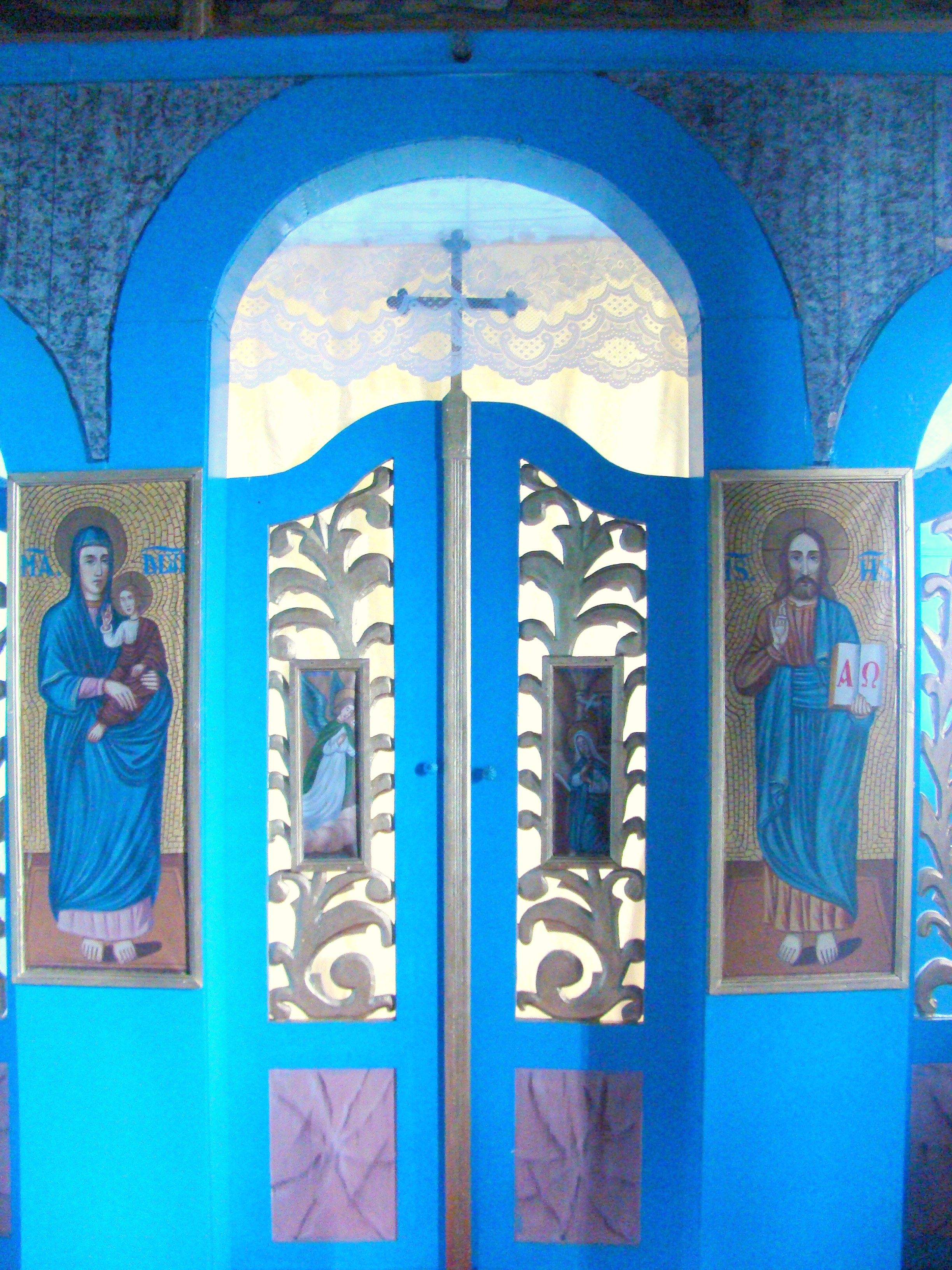
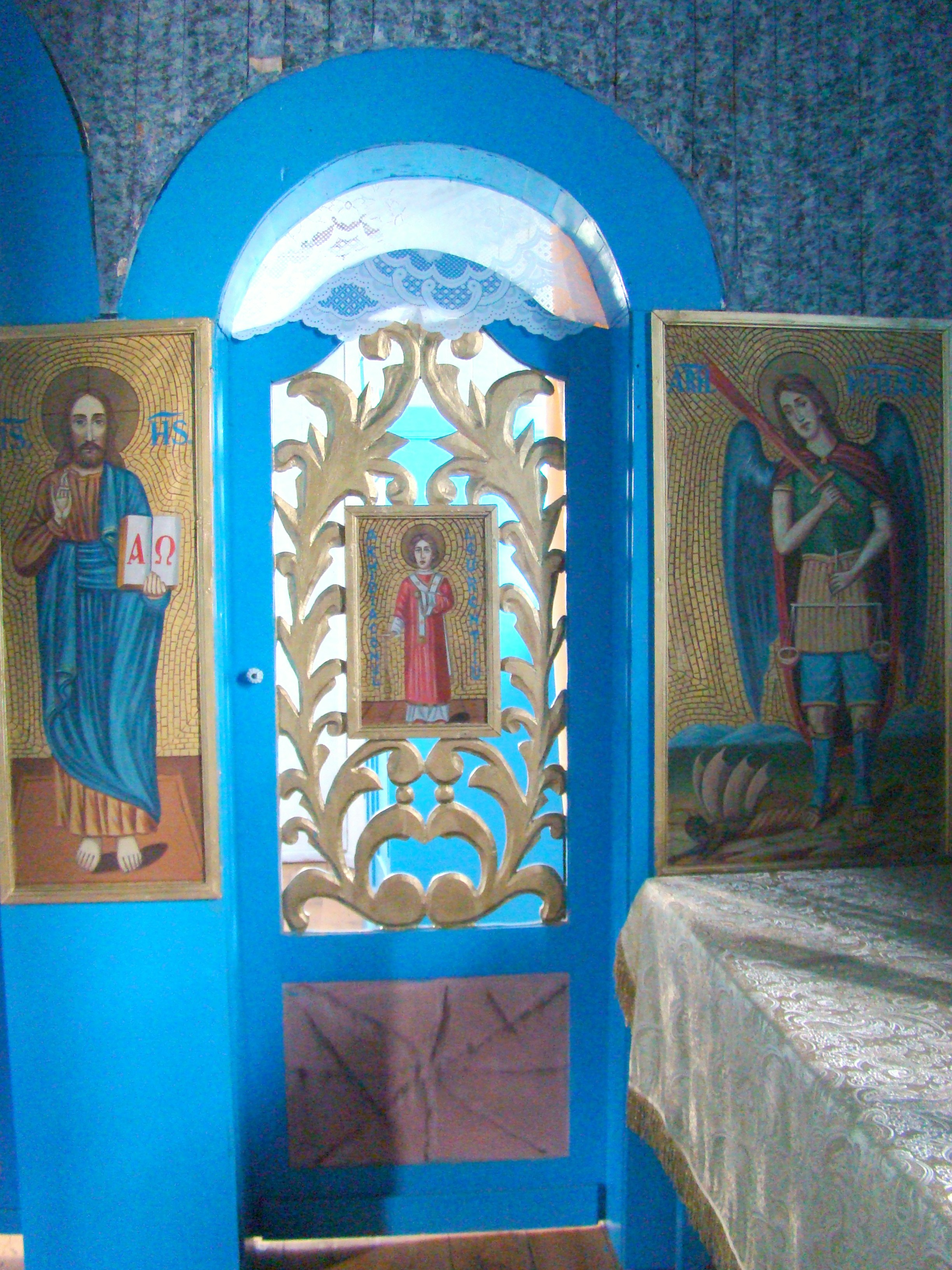
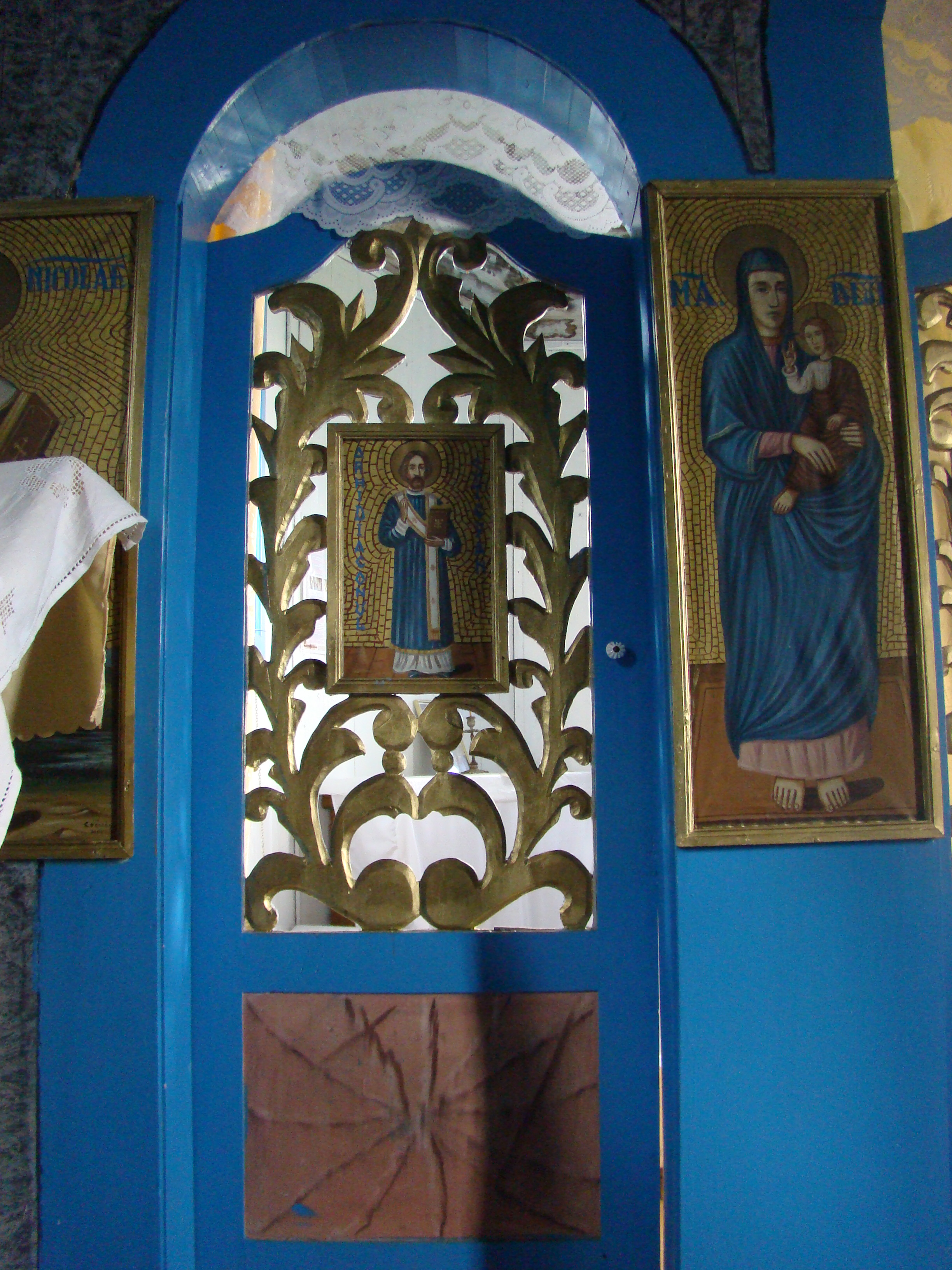
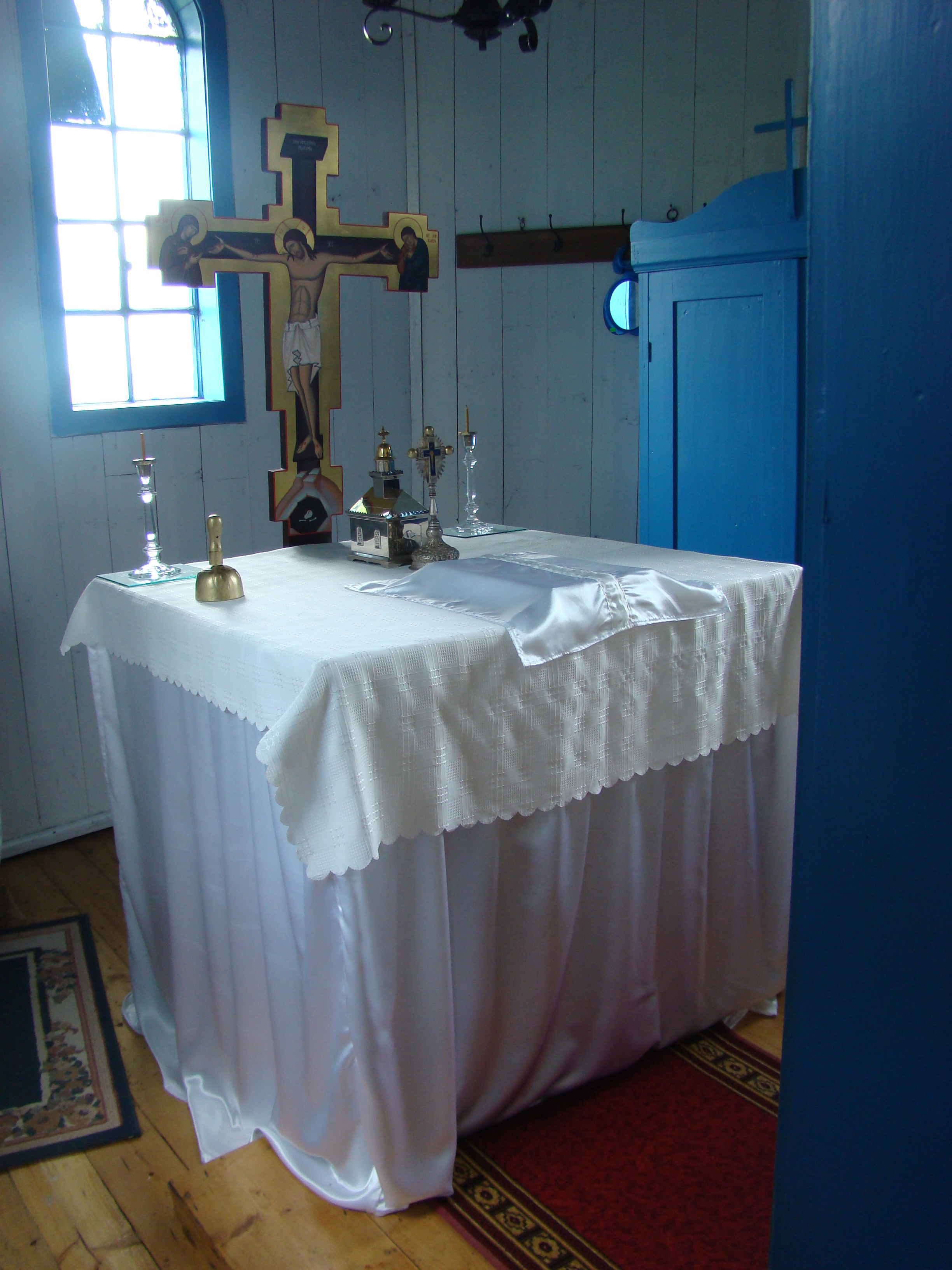